# Royal Oak (albero)
La Royal Oak ("Quercia reale") fu la quercia all'interno della quale si nascose il re d'Inghilterra Carlo II per sfuggire alle Roundheads che si erano lanciate al suo inseguimento dopo la battaglia di Worcester nel 1651. La sua storia divenne popolare dopo la Restaurazione ed è ricordata ogni anno nella festa tradizionale inglese del Royal Oak Day.
L'albero si trovava nella foresta di Boscobel, che faceva parte della tenuta di Boscobel House, nello Shropshire; attualmente al suo posto è possibile trovare un'altra quercia, anch'essa abitualmente chiamata Royal Oak, che tuttavia è una discendente dell'albero originario, andato distrutto tra il Seicento e il Settecento.

## Storia

Stemma concesso al colonnello Careless/Carlos, rappresentante la Royal Oak

Dopo la sconfitta dell'esercito realista di Carlo per mano del New Model Army di Oliver Cromwell, il re fuggì con Lord Derby, Lord Wilmot e altri realisti, cercando rifugio presso le residenze di White Ladies Priory e Boscobel House .
Inizialmente Carlo fu condotto al White Ladies Priory da Charles Giffard, un cugino del proprietario, e dal suo servitore Francis Yates, l'unico uomo successivamente giustiziato dalle truppe di Cromwell per aver collaborato alla fuga del sovrano. Il re venne travestito da boscaiolo da Giffard e dalla famiglia Penderel. Da White Ladies, Richard Penderel guidò Carlo in un tentativo di attraversare il Severn vicino a Madeley, nello Shropshire: furono tuttavia costretti a tornare sui propri passi, e Carlo si rifugiò a Boscobel. Il 6 settembre 1651 incontrò William Careless (o Carlis, riportato a seconda delle fonti con il grado di maggiore o colonnello), originario della vicina Brewood, uno degli ultimi realisti a fuggire dal campo di battaglia.
Careless affermò che la casa non fosse sicura e raccomandò al re di nascondersi in una quercia nei boschi circostanti. Il re e Careless presero con loro delle provviste e trascorsero tutto il giorno nascosti in una quercia capitozzata che divenne nota come Royal Oak. Dalla quercia potevano vedere pattuglie di soldati fedeli al parlamento alla ricerca del re. Più tardi Carlo trascorse la notte nascondendosi in una delle tane dei sacerdoti di Boscobel. Fu quindi trasferito da Boscobel a Moseley Old Hall, un'altra ridotta cattolica vicino a Wolverhampton, e alla fine fuggì dalla regione fingendosi il servitore di Jane Lane di Bentley, la cui famiglia era anche proprietaria terriera a Broom Hall e hyde di Brewood.
Dopo la Restaurazione nel 1660, Carlo concesse rendite ai Penderel per i loro servizi (tuttora pagati ai loro discendenti), mentre a Careless per il suo aiuto durante la fuga da Worcester e per altri servizi forniti al sovrano fu nominato Gentlemen of the Privy Chamber (un titolo onorifico dato a nobili che assistevano il sovrano durante le attività di corte e in privato); inoltre Carlo, tramite lettere patenti, concesse a Careless il nuovo cognome di Carlos (l'equivalente in spagnolo di Charles) e un nuovo stemma "appropriato", raffigurante la quercia in cui i due si erano nascosti. I Penderel e il colonnello Careless utilizzarono stemmi raffiguranti una quercia e tre corone reali, differenziati per colore.

## Stato di conservazione
L'albero è situato vicino a Boscobel House, ma a differenza dell'abitazione non è di proprietà dell'English Heritage . Il campo in cui sorge l'albero è di proprietà e coltivato dalla Francis Yates Partners, che consente l'accesso pubblico lungo un sentiero dal giardino della casa.
L'albero che si trova oggi sul sito non è l'originale Royal Oak, che si ritiene sia stato distrutta tra il diciassettesimo e il diciottesimo secolo, deturpata dai visitatori che avevano preso l'abitudine di staccare rami e pezzi di tronco come souvenir. L'albero attuale sarebbe un discendente dell'originale di due o trecento anni di età, ed è quindi conosciuto come Son of Royal Oak, "Figlio di Royal Oak". Nel 2000 l'albero è stato gravemente danneggiato durante una violenta tempesta e ha perso molti rami. Nel settembre 2010 si è scoperto che aveva sviluppato importanti fessurazioni nel tronco: per questo, a partire dal 2010 l'albero è stato circondato da una recinzione perimetrale esterna per garantire la sicurezza dei visitatori.
Nel corso degli anni tre discendenti di terza generazione della Royal Oak sono stati piantati nelle vicinanze nel corso di varie cerimonie:
1. Nel 1897, un albero fu piantato sul confine occidentale del giardino di Boscobel House da Augustus Legge, allora vescovo di Lichfield, per commemorare il Giubileo di diamante della regina Vittoria.
2. Un altro albero fu piantato nel 1951 vicino al sito dell'originale Royal Oak da Orlando Bridgeman, V conte di Bradford, che all'epoca era il proprietario di Boscobel House, in occasione del terzo centenario della fuga di Carlo II.
3. Un altro alberello di quercia cresciuto da una delle ghiande del Son of Royal Oak è stato piantato nel 2001 dal principe Carlo.

Preso il negozio di Boscobel House sono stati messi in vendita alberelli nati dalle ghiande della Son of Royal Oak.

## Eredità
Data la sua importanza nella storia britannica, vari luoghi e navi sono stati intitolati alla Royal Oak.
Alla Royal Oak era intitolata una costellazione denominata Quercia di Carlo (Robur Carolinum in latino), dichiarata obsoleta dall'Unione Astronomica Internazionale.
The Royal Oak risulta essere uno dei nomi di pub più diffusi nel Regno Unito.